# Даме (Марк)
Даме (њем. Dahme/Mark) град је у њемачкој савезној држави Бранденбург. Једно је од 16 општинских средишта округа Телтов-Флеминг. Према процјени из 2010. у граду је живјело 5.525 становника. Посједује регионалну шифру (AGS) 12072053.

## Географски и демографски подаци
Даме се налази у савезној држави Бранденбург у округу Телтов-Флеминг. Град се налази на надморској висини од 87 метара. Површина општине износи 162,0 km². У самом граду је, према процјени из 2010. године, живјело 5.525 становника. Просјечна густина становништва износи 34 становника/km².

## Међународна сарадња
| Мјесто | Држава | Врста сарадње | Од    |
| ------ | ------ | ------------- | ----- |
| Абевил | САД    | партнерство   | 1994. |
| Извор  |        |               |       |